# Szendrey-Karper László Nemzetközi Gitárfesztivál
Az esztergomi Szendrey-Karper László Nemzetközi Gitárfesztivál az első magyar és egyben az egyik legnagyobb gitárfesztivál a világon. 1973-ban Szendrey-Karper László alapította a város ezeréves fennállása tiszteletére. Az első gitárfesztivál és szeminárium magyar és külföldi résztvevőkkel augusztus 2 és 18 között zajlott a városi tanács és a Petőfi Sándor Művelődési Központ szervezésében. Helyszínek: Technika Háza, Keresztény Múzeum, Vármúzeum. Alapításakor ez volt a világ egyetlen gitárfesztiválja.
Azóta kétévenként kerül megrendezésre a rangos esemény. Az esztergomi fesztivál tapasztalatai alapján jött létre a kubai Havannában, a görög Volosban és a lengyel Tychyben hasonló nemzetközi fesztivál.
Az esztergomi találkozón 20-25 ország fiatal gitárosa és 25-30 élvonalbeli gitárművész vesz részt alkalmanként. A rendezvény programjában  mesterkurzusok, zenekari próbák és a meghívott művészek hangversenye szerepel. A fesztivál befejezését a hallgatókból szervezett gitárzenekar ad koncertet a bazilikában. Ezeken a koncerteken a hagyomány szerint mindig szerepel egy új magyar mű.
A fesztiválon a klasszikus gitárműveken kívül könnyűzenei és népzenei műveket is előadnak. A fesztiválon mindig kiadásra kerülnek különlegességnek számító CD felvételek.

## Mesterkurzusok
- Szilvágyi Sándor
- Csáki András
- Eötvös József
- Jozsef Zsapka
- Roman Viazovskiy
- Zoran Starcevic
- Nikola Starcevic
- Zeljko Starcevic
- Ivo Kaltchev
- Sofia Kaltchev
- Ana Vidovic

## Külső hivatkozások
- Esztergomi Nemzetközi Gitárfesztivál